# 3121 Tamines
3121 Tamines este un asteroid din centura principală, descoperit pe 2 martie 1981 de Henri Debehogne.